# منطقة بولان
 منطقة بولان (بالفارسية: بخش پلان) هي منطقة في مقاطعة تشابهار، سيستان وبلوشستان (محافظة) إيران،  بما في ذلك  مناطق تلانغ الريفية، والتي تم نقلها إلى قصر-إ قاند مقاطعة في عام 2013. ففي تعداد السكان عام 2006 فيها 43,050 في 8,416 أسرة؛ باستثناء منطقة تلانغ الريفية، عدد السكان فيها (2006) 28,799 في 5,352 أسرة. فالمنطقة ليس لديها المدن. ومقسمة إلى؛ منطقة ريفية (تقسيم إداري إيراني) (قسم بلان الريفي مقاطعة) تشابهار)